# Santa Maria Assunta (Venedig, Cannaregio)

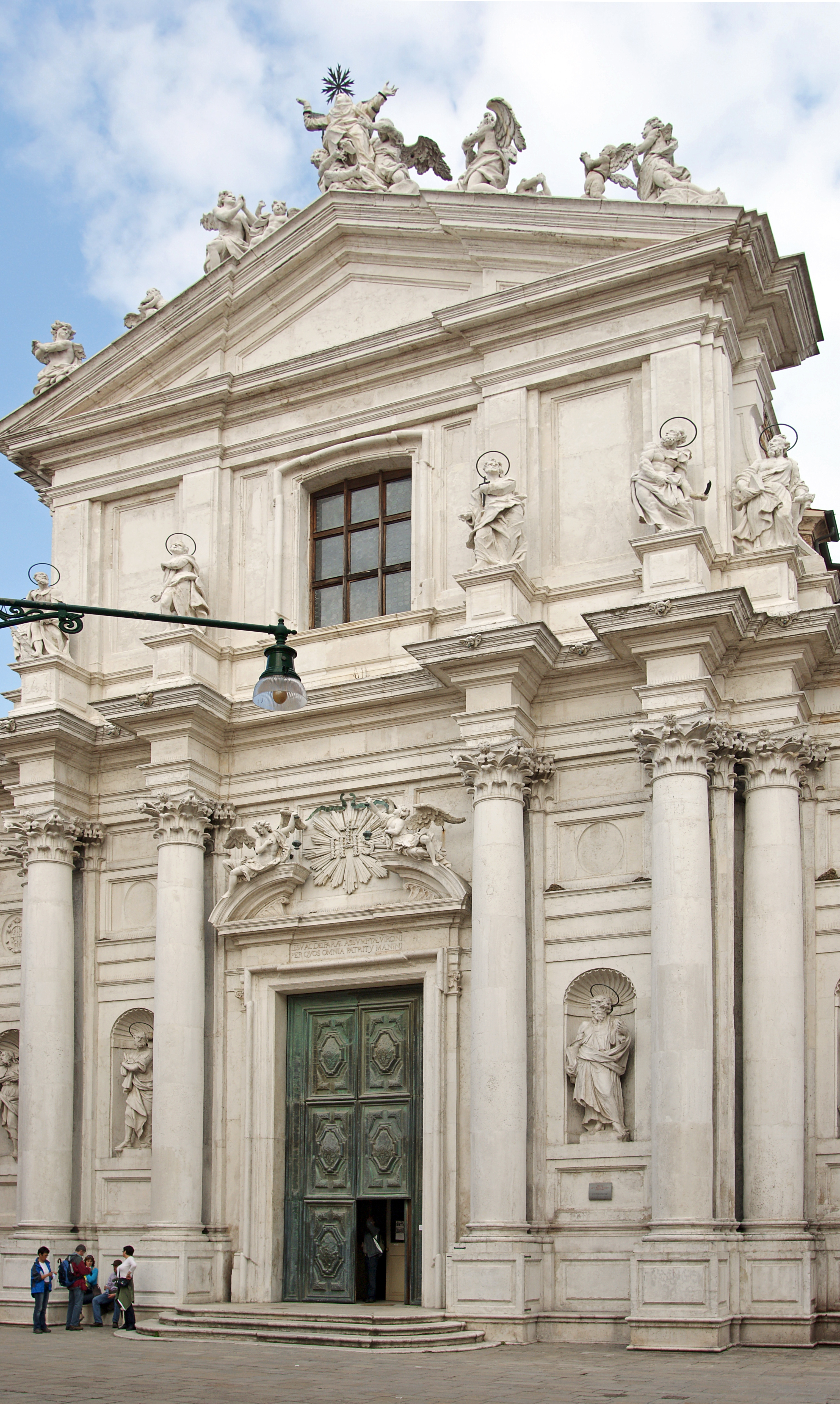
Fassade der Jesuitenkirche Santa Maria Assunta, Venedig

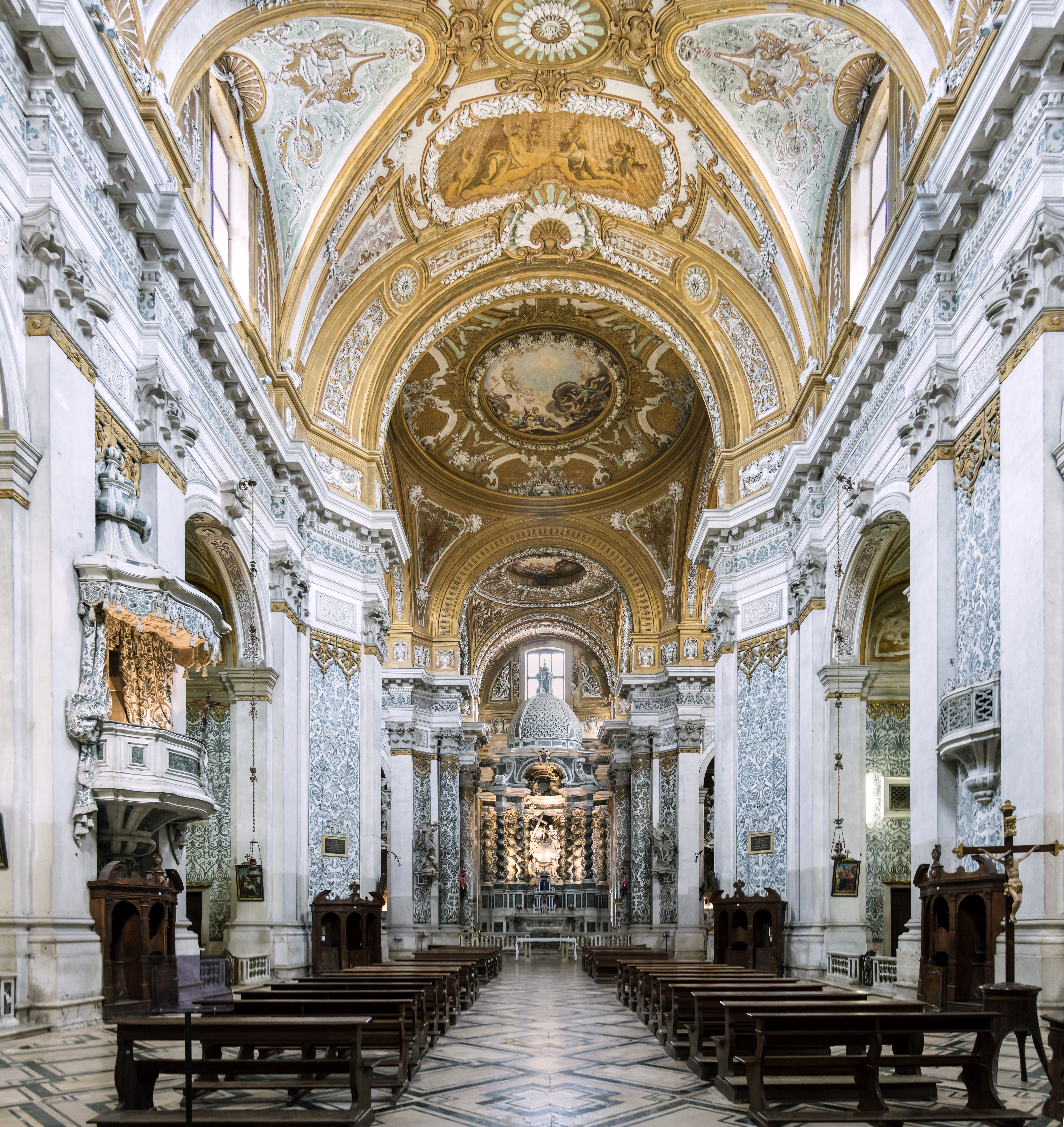
Innenraum

Santa Maria Assunta (Mariä Himmelfahrt) ist eine römisch-katholische Kirche im Stadtviertel Cannaregio, Campo dei Gesuiti, in Venedig und ist wegen ihrer charakteristischen Marmorverkleidung bekannt. Sie liegt unmittelbar südlich der Vaporetto-Haltestelle an den Fondamenta Nuove. Im Volksmund heißt die Kirche heute „Gesuiti“. Eine Kirche gleichen Namens findet sich noch auf der zu Venedig gehörenden Insel Torcello.

## Geschichte
Die Kirche wurde um 1150 für den Kreuzritterorden S. Maria dei Crociferi (Kreuzträger) errichtet und von 1715 bis 1729 durch Domenico Rossi, Hausarchitekt der finanzierenden Familie Manin, für die Jesuiten komplett neu im Barockstil in der Tradition des im Rom entwickelten Typs der Jesuitenkirche gebaut.
Die Jesuiten erwarben den klösterlichen Boden am 2. März 1657 von der Republik Venedig. So endete die Verbannung der Jesuiten, die im Streit zwischen der Republik Venedig und Papst Paul V. über das Verbot kirchlichen Grunderwerbs auf Seiten des Papstes gestanden hatten. Der Konvent wurde unter Napoleon aufgehoben.

## Kirchenbau
Die Kirche ist ein Saalbau mit Tonnengewölbe und tiefen Seitenkapellen. Die hochbarocke, nach Westen weisende römische zweigeschossige Fassade ist mit korinthischen Säulen und vorstehendem Mittelteil gegliedert und mit Statuen der zwölf Apostel geschmückt, die in der unteren Reihe in Nischen eingearbeitet sind. Auf der Giebelspitze ist die Himmelfahrt Mariens zwischen Engeln dargestellt.
Die erste nördliche Seitenkapelle birgt das Martyrium des hl. Laurentius von Tizian, geschaffen 1558. Gegenüber drei Joche weiter findet sich die Himmelfahrt der Jungfrau Maria (1555) von Tintoretto. An der Innenseite der Fassade wurde das Grabmal der Priamo, Giovanni und Andrea da Lezze aus dem 16. Jahrhundert neu angeordnet. Die Fresken der überwiegend goldenen Stuckdecke stammen von Louis Dorigny und Francesco Fontebasso. Giuseppe Pozzo, Bruder des berühmten Andrea Pozzo, schuf den Altar mit zehn gedrehten Säulen, die dem Altarziborium des Petersdoms in Rom nachempfunden sind. Die Wände sind mit einer kostbaren und virtuosen Pietra-dura-Dekoration aus grünem und weißem Marmor verkleidet, die an barocke gemusterte Damast-Tapeten erinnert und in ihrer Art nicht nur ungewöhnlich, sondern geradezu einzigartig ist. Auch der Fußboden besteht aus verschiedenfarbigem Marmor. Nach Süden schließt sich das ehemalige Konventsgebäude an.